# Hertzsprung–Russell-diagram

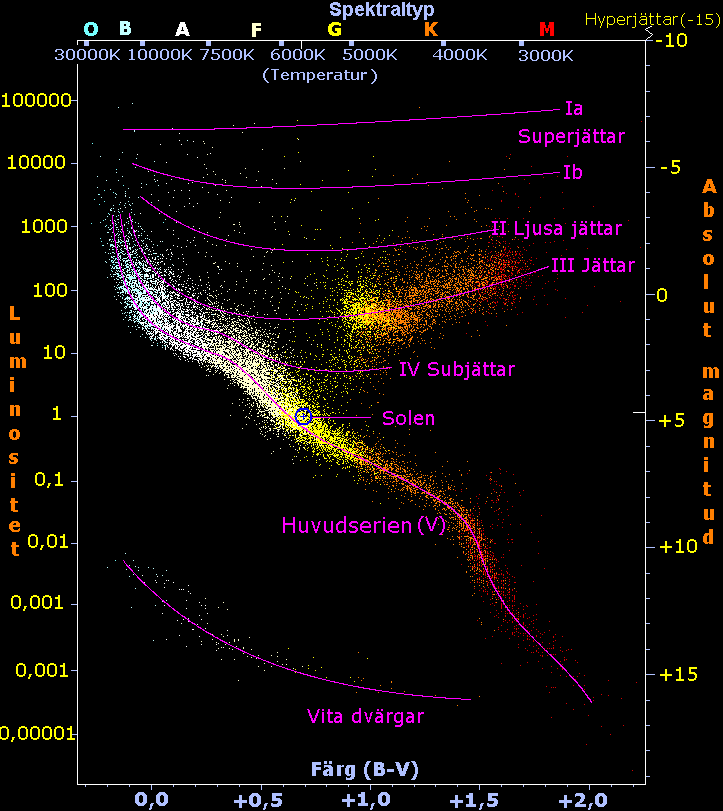
Hertzsprung–Russell-diagram baserat på 22 000 stjärnor ur Hipparkoskatalogen och 1000 från Gliesekatalogen över närbelägna stjärnor. Utarbetat av Richard Powell.

Ett Hertzsprung–Russell-diagram, HR-diagram, är en grafisk presentation av stjärnornas absoluta ljusstyrkor eller luminositeter mot något mått på deras temperatur, spektraltyp eller färg. En stjärnas position i diagrammet avslöjar i vilken utvecklingsfas den befinner sig.

## Områden i HR-diagrammet
Strax efter stjärnbildningen följer en protostjärna det nästan vertikala så kallade Hayashispåret längst till höger i diagrammet (ej i bild).
Diagonalt i diagrammet från hög ljusstyrka och hög temperatur till låg ljusstyrka och låg temperatur sträcker sig huvudserien. Den representerar de stjärnor som omvandlar väte till helium i sina centra. Stjärnmassan bestämmer positionen längs huvudserien med de mest massiva högst upp. 
Ovanför huvudserien befinner sig jättarna med stjärnor som förbrukat sitt väte och således befinner sig i senare utvecklingsstadier. Långsamt kallnande stjärnor i slutfasen av sin utveckling, de vita dvärgarna, finns i diagrammets nedre vänstra del.
Mellan huvudserien och jättegrenen är diagrammet glest, något som kallas Hertzsprungluckan.
De största och ljusstarkaste stjärnorna ligger över jättegrenen i diagrammet och kallas superjättar.
HR-diagrammet används också för att åldersbestämma grupper av stjärnor (stjärnhopar). Då man sätter in data för en grupp stjärnor i ett HR-diagram, får man en brytpunkt på huvudserien. Åldern är beroende av brytpunktens läge (ju lägre ner på huvudserien - desto äldre stjärnor).

## Historia
Ett HR-diagram konstruerades av den danske astronomen Ejnar Hertzsprung 1911 för stjärnor i stjärnhopar. Ett par år senare konstruerades oberoende ett motsvarande diagram av den amerikanske astrofysikern Henry Norris Russell för stjärnor i solens närmaste omgivning. Hans Rosenberg ordnade därefter ett HR-diagram för stjärnor i Plejaderna. Samtliga fann att stjärnorna alls inte fördelades jämnt över diagrammet och att stjärnor med samma temperatur kunde ha olika luminositet. Diagrammet fick namn efter de två första, oberoende konstruktörerna.